# Svintjärnet, Västergötland
Svintjärnet är en sjö i Svenljunga kommun i Västergötland och ingår i Ätrans huvudavrinningsområde.